# Kōken
Kōken (孝謙天皇?, Kōken Tennō; 718 – 770) è stata imperatrice del Giappone con il nome Kōken (孝謙天皇) dal 749 al 758, e con il nome di Shōtoku (称徳天皇) dal 764 al 770. Fu la sola figlia dell'imperatore Shōmu e dell'imperatrice consorte Komyo.
Il suo vero nome era Abe. Poiché il padre Shomu non ebbe figli maschi, nel 748 la nominò principessa ereditaria, la prima donna in Giappone a ricevere questo titolo. Nel 749 abdicò in favore della figlia e si ritirò a vita monastica. Nello stesso anno Kōken salì al trono e regnò per 9 anni. Nel 757, alla morte del padre, nominò il cugino e figlio adottivo, il principe Oni, suo erede al trono.
Kōken non si sposò né ebbe figli, e quando abdicò, nel 758, lasciò il trono al principe Oni, che avrebbe preso il nome di imperatore Junnin. Il potere di quest'ultimo fu limitato e Kōken continuò di fatto a governare, assistita dalla madre Komyo e da Fujiwara no Nakamaro, figlio naturale del potente statista Fujiwara no Fuhito. Nel 760 Komyo morì. Nell'anno successivo, Kōken si ammalò e venne curata da un monaco buddhista, Dokyo, che per questo si guadagnò i favori dell'imperatrice e ottenne diverse onorificenze: l'imperatore Junnin non tollerò questo intervento, ostacolando questa preferenza. Nakamaro capeggiò una rivolta nel 764, ma venne sconfitto. Nello stesso anno Kōken costrinse Junnin ad abdicare e salì di nuovo al trono con il nome di Shōtoku.
Shōtoku avrebbe voluto abdicare a favore di Dokyo, ma fu ostacolata in questo piano dalla corte, che non tollerava l'ascesa al trono di un comune cittadino privo di sangue imperiale. Fu l'inizio di un periodo turbolento per la casa imperiale, periodo che avrebbe condotto il potere dei sovrani a una crisi decisiva, dove il loro ruolo sarebbe divenuto progressivamente solo formale a vantaggio dei capi dei clan di corte. Il crescente potere dei clan sfociò nel 794 nello spostamento della capitale a Heian, l'odierna Kyoto, e nell'istituzione dello shogunato.
Shōtoku morì di vaiolo nel 770, all'età di 52 anni, e le succedette il principe Shirakabe, nipote dell'imperatore Tenji, che sarebbe diventato l'imperatore Kōnin.